# NGC 7308
NGC 7308 = IC 1448 ist eine linsenförmige Galaxie vom Hubble-Typ E-S0 im Sternbild Wassermann. Sie ist schätzungsweise 349 Millionen Lichtjahre von der Milchstraße entfernt.
Das Objekt wurde im Jahre 1886 von Francis Leavenworth entdeckt.